# Лу Кун-чі
Лу Кун-чі (кит.: 呂昆錡; нар. 6 лютого 1985, Тайнань, Тайвань) — тайванський футболіст, воротар.

## Життєпис

### Ранні роки
Народився в повіті Тайнань. Наймолодша дитина в сім'ї, має також брата й сестру. Футболом розпочав займатися у 10-річному віці після переїзду до іншого містечка, Цзя Лі. З 11-річного віку, під час навчання в Підготовчій та Молодшій підготовчій школі Цзя Лі, почав виступати на позиції воротаря.
Уже в 14 років його зріст становив 180 см. Розглядався як потенційний кандидат до юнацької збірної Тайваню (U-15), але виклику до неї так і не отримав. «У той час я сказав собі, що повинен увійти до молодіжної збірної [Тайваню] через три роки», — сказав він пресі через декілька років. Під керівництвом тренера воротарів «Пей Мена» Хун Чін-чанга витратив лише два роки, щоб здійснити своє бажання. У віці 17 років отримав виклик до молодіжної збірної Тайваню (U-21), у віці 18 років — до олімпійської збірної (U-23) і, зрештою, до основної команди у 2004 році.

### Дебют у національній збірній Китайського Тайбею
Дебютував за національну збірну Китайського Тайбею 14 жовтня 2004 року у кваліфікації чемпіонату світу 2006 року проти Палестини. Впевнена гра молодого футболіста незабаром принесла йому постійне місце в національній збірній. Відтоді протягом тривалого періоду часу залишався основним воротарем Китайського Тайбею. Також вдало виступав у національному чемпіонаті. Під час виступів за Національний коледж фізичного виховання Тайваню визнавався найкращим воротарем Національної футбольної ліги Китайського Тайбею сезону 2005 року.

### Спроби працевлаштування в Японії
У червні 2005 року Сузукі Масакадзу, колишній головний тренер «Джубіло Івата» з Джей-Ліги, був запрошений до Тайваню, щоб читати лекції та проводити перегляди талановитої тайванської молоді. Лу взяв участь у перегляді, але не пройшов його, оскільки був занадто нервований, щоб витримати темп. Місяць по тому за підтримки свого професора Чао Чжун Цзюй з Тайванського ПЕ Колледжу, уперше поїхав до Японії, щоб пройти перегляд у «Йокогамі» та «ДЖЕФ Юнайтед Ітіхара Тіба». Однак переконати в своїй майстерності в жодному з вище вказаних клубів.
У жовтні 2006 року за рекомендацією тодішнього головного тренера китайського Тайбею Імаї Тосіакі Лу знову прилетів до Японії, щоб приєднатися разом зі своїм товаришем по команді Чень По-ляном до 2-тижневого перегляду в «Йокогама Ф. Марінос».

### «Грулла Моріока»
Після двох місяців очікування, хоча жодної інформації від «Йокагами» не надійшло, отримав запрошення від «Грулли Моріоки» з японської регіональної ліги Тохоку. Став першим тайванським футболістом, який приєднався до японського професійного футбольного клубу. 4 березня 2007 року відбулася прес-конференція, на якій керівництво «Грулла Моріоки» офіційно оголосило про підписання контрактів з Лу та його співвітчизником Чуан Вей-лунем, хоча останній раптово повернувся на Тайвань і після цього не зміг укласти контракт з клубом. Контракт Лу офіційно було оформлено 9 березня, після чого він отримав футболку з 22-м ігровим номером. Дебютував у футболці «Грулли» 10 червня в поєдинку проти «Фурукави Баттері», в якому на 83-й хвилині замінив Обару Кадзую. Однак він не зміг проявити себе і не грав у першій команді. Через поразку «Ґрулли Моріоки» на у турнірі за право виходу до ЯФЛ, у грудні того ж року повернувся на Тайвань.

### Повернення на Тайвань
Після повернення на Тайвань Лу приєднався до футбольної команди Національного коледжу фізичного виховання Тайваню (відому як «Молден Цо I») до завершення сезону 2008 року. Після цього пройшов військову службу у футбольній команді НСТК, а в грудні 2009 року приєднався до «Тайпауер». У листопаді 2018 року залишив команду, побував на перегляді у декількох японських клубах, але підписати контракт йому не вдалося, у зв'язку з чим вирішив завершити кар'єру гравця. На запрошення «Гаосюн Йошина» став тренером воротарів.

## Статистика виступів

### Клубна
| Клуб              | Сезон             | Ліга  | Ліга | Азія  | Азія | Загалом | Загалом |
| Клуб              | Сезон             | Матчі | Голи | Матчі | Голи | Матчі   | Голи    |
| ----------------- | ----------------- | ----- | ---- | ----- | ---- | ------- | ------- |
| «Тайпауер»        | 2005              | ?     | 0    | -     | -    | ?       | 0       |
| «Тайпауер»        | 2006              | ?     | 0    | -     | -    | ?       | 0       |
| «Грулла Моріока»  | 2007              | 1     | 0    | -     | -    | 1       | 0       |
| «Тайпауер»        | 2008              | ?     | 0    | -     | -    | ?       | 0       |
| Усього за кар'єру | Усього за кар'єру | ?     | 0    | 0     | 0    | ?       | 0       |